# Wormaldia praemissa
Wormaldia praemissa is een fossiele soort schietmot uit de familie Philopotamidae.